# Свято

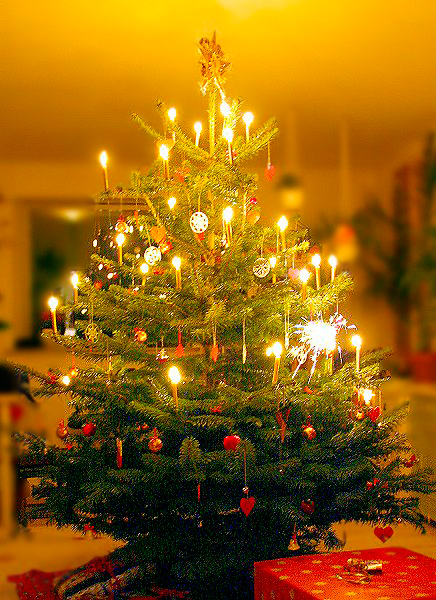
Новорічна ялинка

Свя́то — день або дні, коли урочисто святкують видатні події, знаменні дати; кілька неробочих днів поспіль з нагоди урочистих свят; звичай ґрунтується на ранніх язичницьких обрядах і ритуалах, у яких зображувалися, розігрувалися, інсценувалися, подавалися в театральній формі ті або інші сцени, пов'язані із ключовими, життєво важливими подіями суспільства. Головну «роль» у них виконувало божество, що керувало конкретною подією, наприклад: Сатурн у Стародавньому Римі, який керував плином часу й родючістю; Коляда у слов'янській міфології, який уособлював середину зими, та Купала, який турбувався про літо та польові плоди тощо. Однак, на відміну від традиційних видів театру, уже в обрядових дійствах установилася головна видова особливість театралізованих свят: відсутність поділу на виконавців і глядачів — всі учасники свята активні, включені в дію.
Практично всі свята пов'язані з явищами календарного циклу, тобто, із циклічною темою вмирання й відновлення природи. Звідси ж, з нероздільного сприйняття народження й смерті, пішли й так звані особисті свята — дні народження, дні заснування, ювілеї тощо. У силу своєї обрядово-ритуальної природи свята з визначення носять колективний або масовий характер.
Другий, дуже серйозний аспект свят — ідеологічний. Владні структури широко використовують свята як метод формування системи політичних, правових, релігійних і інших поглядів суспільства. Масовий характер свят і принципи їхньої театралізації обумовлюють високий ступінь емоційного залучення оточення.

## Історія
Виникнення свята пов'язано з появою у людства поняття про час і календар. З винаходом календаря прийшло й усвідомленням того, що на шкалі часу існують особливі моменти, відповідні зміні циклів природи або стадіям розвитку суспільства. Тому календар із визначними подіями став важливою частиною культурної та історичної спадщини суспільства, що відображає морально-етичні, соціальні, політичні, національні, світові грані розвитку суспільства. 
Масові свята займали величезне місце в житті найширших народних мас античності. З виникненням і становленням християнства зароджувалися нові свята, пов'язані зі священними подіями нової релігії. Кілька сторіч паралельно розвивалися дві лінії театралізованих свят: народна, балаганна, карнавальна стихія, що живе на майданах, ярмарках, вулицях; і свята церковні.
Християнська церква вела нещадну війну з язичницькими традиціями святкувань, одночасно широко використовуючи театралізацію у святах церковних (святкові хресні ходи). Крім того, уже в ранній період середньовіччя (IX–XII ст.ст.) усередині храмів почали давати вистави «літургійної драми», що пізніше (XII–XIII ст.), для збільшення глядацької аудиторії, була перенесена на паперть. В XIV–XVI ст. надзвичайно широко поширилися постановки містерій і мораліте. Їхня популярність росла, кількість глядачів продовжувало збільшуватися, і церковні вистави перемістилися на перегороджені майдани та вулиці. Однак всі ці дії не змогли не тільки знищити народні театралізовані свята, але навіть знизити їхню популярність. У підсумку церквою був обраний інший, розумніший шлях — інтеграційний, коли, при збереженні самого свята, його язичницька форма заміщалася християнською. Таким чином, звичаї, традиції та, навіть, конкретна атрибутика освоювалася християнською церквою. Наприклад, у найдавнішому слов'янському літнім святі «похорони зозулі» (пізніше — «хрещення зозулі») обов'язковим елементом був обмін фарбованими жовтими та червоними яйцями серед учасників. Однак ця обставина сьогодні міцно забута, а фарбовані яйця стали неодмінним атрибутом свята Великодня.
В епоху Відродження починає розвиватися придворно-святкова маскарадна культура театралізованих свят, що вбирає в себе переважно зовнішні декоративні карнавальні форми та символіку. Ці свята мали насамперед розважальний характер. Однак так формувалася традиція державних свят, поступово включаючи ідеологічний вплив на маси з боку світської влади.
Сьогодні нові свята активно з'являються не тільки на міжнародному та державному рівні, а й на побутовому. Цьому сприяють засоби масової інформації та особливо Інтернет. Іноді нові свята з'являються за ініціативи окремих осіб, ідея яких розноситься соціальними мережами та сайтами. Важливу частку свят тепер складають професійні свята та пам'ятні дні покликані привернути увагу до важливої проблеми людства, як то серйозний недуг чи соціальна дискримінація[джерело?]. 

## Праця у святкові дні
В Україні встановлено такі святкові та неробочі дні:
- 1 січня — Новий рік;
- 8 березня — Міжнародний жіночий день;
- 1 травня — День міжнародної солідарності трудящих;
- 8 травня — День пам’яті та перемоги над нацизмом у Другій світовій війні 1939–1945 років;
- 28 червня — День Конституції України;
- 24 серпня — День незалежності України;
- 1 жовтня — День захисників і захисниць України;
- один день (неділя) — Великдень;
- один день (неділя) — Трійця.
- 25 грудня — Різдво Христове.

У такі святкові та неробочі дні допускаються роботи, припинення яких неможливе через виробничо-технічні умови (безперервно діючі підприємства, установи, організації), роботи, викликані необхідністю обслуговування населення, а також невідкладні ремонтні і вантажно-розвантажувальні роботи. Робота у святковий і неробочий день оплачується у подвійному розмірі:
- відрядникам — за подвійними відрядними розцінками;
- працівникам, праця яких оплачується за годинними або денними ставками, — у розмірі подвійної годинної або денної ставки;
- працівникам, які одержують місячний оклад, — у розмірі одинарної годинної або денної ставки поверх окладу, якщо робота у святковий і неробочий день провадилася у межах місячної норми робочого часу, і в розмірі подвійної годинної або денної ставки поверх окладу, якщо робота провадилася понад місячну норму.[2]

Оплата у зазначеному розмірі провадиться за години, фактично відпрацьовані у святковий і неробочий день. На бажання працівника, який працював у святковий і неробочий день, йому може бути наданий інший день відпочинку.
За поданням релігійних громад інших (неправославних) конфесій, зареєстрованих в Україні, керівництво підприємств, установ, організацій надає особам, які сповідують відповідні релігії, до трьох днів відпочинку протягом року для святкування їх великих свят із відпрацюванням за ці дні.